# 5AM
5AM és el tercer disc de llarga duració de la cantant catalana Julieta, publicat el 15 de setembre de 2023. És un àlbum conceptual dividit en tres capítols que explica una història d'amor impossible.
Julieta va publicar prèviament aquest projecte en tres EP al llarg de l'any 2023: Cap.I : CARI, el 28 d'abril, amb les 4 primeres cançons; Cap.II : EUGA DE NIT, el 9 de juny, amb 6 cançons més; i Cap.III : COM AQUELL AGOST, el 15 de setembre, amb les 4 darreres. El mateix dia publicava l'àlbum complet.
Les cançons Cari, T'enxules i Enamorada de tu (aquesta darrera, en col·laboració amb LOWLIGHT) també es van publicar com a senzills que funcionaven com a avançaments dels respectius EP.

## Contingut
L'àlbum conté 14 cançons dividides en 3 discos, que es corresponen amb els 3 EP publicats anteriorment. D'aquestes 14, 6 són en castellà. Les cançons són:
1. Diga'm el que sents
2. 15/09/2023
3. Cari
4. En mi coche
5. Sueños
6. Avions volant
7. T'enxules
8. En la plaza
9. Si tienes frío
10. Euga de nit
11. Enamorada de tu
12. Oh la la
13. Tú y yo
14. Com aquell agost